# Mohamed Rafi
Mohammed Rafi (24. decembar 1924 – 31. jul 1980) bio je indijski reprodukcijski pevač. On se smatra jednim od najvećih i najuticajnijih pevača Indijskog potkontinenta. Rafi je bio prepoznatljiv po svom glasu, svestranosti i dometu; njegove pesme su varirale od brzih živahnih numera do patriotskih pesama, tužnih numera do izrazito romantičnih pesama, kavala do gazela i badžana do klasičnih pesama. On je bio poznat po svojoj sposobnosti da oblikuje svoj glas prema ličnosti i stilu glumca, sinhronizujući pesmu na ekranu u filmu. Rafi je dobio šest filmskih nagrada i jednu nacionalnu filmsku nagradu. Godine 1967, on je odlikovan nagradom Padma Šri od strane vlade Indije. Godine 2001, Rafi je nagrađen naslovom „najboljeg pevača milenijuma” koji su mu dodelili Hero Honda i magazin Stardust. U 2013. godini Rafi je izabran za najveći glas u hindu kinematografiji u anketi CNN-IBN.
Rafi je snimio pesme za više od hiljadu hindu filmova i pevao pesme na raznim regionalnim indijskim jezicima, kao i na stranim jezicima, mada pre svega na hindu-urdu i pandžabskom, koje je veoma dobro poznavao. On je snimio je čak 7405 pesama na mnogim jezicima. Ravi je pevao je na mnogim regionalnim indijanskim jezicima, uključujući konkanski, asamski, bojpurski, odijski, pandžabski, bengalski, maratski, sindski, kanadski, gudžaratski, tamilski, teluški, magahski, majtilski. Osim na indijskim jezicima, pevao je i pesme na mnogim stranim jezicima, uključujući engleski, farsi, arapski, sinhalski, kreolski i holandski.

## Detinjstvo i mladost
Mohamed Rafi je bio drugi od šestoro braće koji su rođeni Hadži Ali Mohamadu. Porodica je prvobitno obitavala u Kotla Sultan Singu, selu u blizini današnje Madžite u okrugu Amricar, Pandžab, Indija. Rafi, čiji je nadimak bio Fiko, počeo je da peva imitirajući napeve fakira na ulicama svog rodnog sela Kotla Sultan Singa u kome je živela njegova porodica. Rafijev se otac preselio u Lahor 1935. godine, gde je vodio muški salon u Nur Mohali kod Bati kapije. Rafi je naučio indijsku klasičnu muziku od Abdul Vahid Kana, Pandit Dživana Lal Matua i Firoze Nizamia. Njegov prvi javni nastup usledio je u njegovoj 13. godini, kada je pevao u Lahoru u predstavi K. L. Sajgala. Godine 1941. je Rafi debitovao u Lahoru kao plejbek pevač u duetu „Sonije Ni, Hirije Ni” sa Zinatom Begumom u pandžabskom filmu Gal Baloč (objavljenom 1944) pod muzičkim direktorom Šjamom Sunderom. Iste godine Rafi je bio pozvan na lahorsku radio stanicu Sve indijskog radija da peva za njih.
On je debitovao na hindskom filmu u Gaon Ki Gori 1945. godine.

## Rana karijera u Mumbaju (tada Bombaj)
Rafi se preselio u Bombaj (sada Mumbaj), Maharaštra 1944. On i Hamid Sahab iznajmili su sobu od deset puta deset stopa u gusto naseljenoj oblasti u centru Bendi Bazara. Pesnik Tanvir Nakvi upoznao ga je sa filmskim producentima uključujući Abdura Rašida Kardara, Mehbuba Kana i glumca-reditelja Nazira. Šijam Sander je bio u Bombaju i pružio je priliku Rafiju da otpeva duet sa G. M. Duranijem, „Aji dil ho kaabu mein to dildar ki aisi taisi...”, za Gaon Ki Gori, što je postala Rafijeva prva snimljena pesma u hindskom filmu. Usledile su druge pesme.
Rafijeva prva pesma sa Naušadom bila je „Hindustan Ke Hum Hain“ sa Šamom Kumarom, Alaudinom i drugima, iz Pehle Aap (1944) A. R. Kardara. Otprilike u isto vreme, Rafi je snimio još jednu pesmu za film Gaon Ki Gori iz 1945. godine, „Aji Dil Ho Kaaboo Mein“. Ovu pesmu je smatrao svojom prvom pesmom na hindi jeziku.
Rafi se pojavio u dva filma. Pojavio se na ekranu sa pesmom „Tera Jalwa Jis Ne Dekha“ u filmu Laila Majnu (1945) i „Woh Apni Yaad Dilane Ko“ u filmu Jugnu (1947). On je pevao je nekoliko pesama za Naušada kao deo refrena, uključujući „Mere Sapnon Ki Rani, Roohi Roohi“ sa K.L. Sajgalom, iz filma Shahjahan (1946). Rafi je pevao „Tera Khilona Toota Balak“ iz Mehbub Kanovog Anmol Ghadi (1946) i duet sa Nur Džehan u filmu Jugnu iz 1947. godine, „Yahan Badla Wafa Ka“. Nakon podele, Rafi je odlučio da ostane u Indiji i omogućio je da se ostatak njegove porodice preseli u Bombaj. Nur Džehan je migrirala u Pakistan i formirala par sa plejbek pevačem Ahmedom Rušdijem.
Godine 1949, Rafiju su date solo pesme muzičkih direktora kao što su Naušad (Chandni Raat, Dillagi i Dulari), Šijam Sunder (Bazaar) i Husnalal Bagatram (Meena Bazaar).
Pored K. L. Sajgala, kojeg je smatrao svojim miljenikom, Rafi je bio i pod uticajem G. M. Durani. U ranoj fazi svoje karijere, često je sledio Duranijev stil pevanja, ali je kasnije razvio svoj, jedinstven stil. Pevao je sa Duranijom u nekim od pesama kao što su „Humko Hanste Dekh Zamana Jalta Hai“ i „Khabar Kisi Ko Nahiin, Woh Kidhar Dekhte“ (Bekasur, 1950).
Godine 1948, nakon ubistva Mahatme Gandija, tim Husanlala Bagatrama-Radžendra Krišan-Rafija je preko noći stvorio pesmu "Suno Suno Ae Duniyawalon, Bapuji Ki Amar Kahani". Njega je pozvao indijski premijer Džavaharlal Nehru da peva u njegovoj kući. Godine 1948, Rafi je dobio srebrnu medalju od Džavaharlala Nehrua na Dan nezavisnosti Indije.

## Snimateljska karijera 1950-ih i 1960-ih
U svojoj ranoj karijeri, Rafi se družio sa mnogim savremenim muzičkim direktorima, pre svega sa Naušadom Alijem. Tokom kasnih 1950-ih i 1960-ih radio je sa drugim kompozitorima tog doba kao što su O. P. Najiar, Šankar Jajkišan, S.D. Barman i Rošan.

### Rad sa Naušadom
Prema Naušadu, Rafi mu je došao sa pismom preporuke od Naušadovog oca. Rafijeva prva pesma za Naušada Alija bila je „Hindustan Ke Hum Hain“ („Mi pripadamo Hindustanu“) za film Pehle Aap iz 1944. Prva pesma za duo bila je zvučna podloga filma Anmol Ghadi (1946).
Rafijevo druženje sa Naušadom pomoglo je Rafiju da se uspostavi kao jedan od najistaknutijih plejbek pevača u hindi kinematografiji. Pesme iz Baiju Bawra (1952) poput „O duniya ke rakhwale“ i „Man tarpat hari darshan ko aaj“ doprinele su Rafijevim akreditivima. Rafi je na kraju otpevao ukupno 149 pesama (od toga 81 solo) za Naušada. Pre Rafija, Naušadov omiljeni pevač bio je Talat Mahmud. Nakon što je Naušad zatekao Talata kako puši tokom snimanja, on je bio iznerviran i unajmio je Rafija da otpeva sve pesme iz filma Baiju Bawra.

### Rad sa S. D. Barmanom
S. D. Barman je koristio Rafija kao pevački glas Deva Ananda i Gurua Data. Rafi je radio sa Burmanom u 37 filmova, uključujući Pyaasa (1957), Kaagaz Ke Phool (1959), Kala Bazar (1960), Nau Do Gyarah (1957), Kala Pani (1958), Tere Ghar Ke Saamne (1963), Guide (1965), Aradhana (1969), Ishq Par Zor Nahin (1970) i Abhimaan (1973).

## Literatura
- Rafi, Yasmin Khalid (2012). Mohammed Rafi: My Abba - A Memoir. Westland Books. ISBN 9789381626856.
- Rafi, Shahid; Dev, Sujata (2015). Mohammed Rafi: Golden Voice of the Silver Screen. Om Books International. ISBN 9789380070971.

## Spoljašnje veze
- Mohamed Rafi na sajtu  (jezik: engleski)